# Pablo L. Sidar, Nuevo León
Pablo L. Sidar är en ort i Mexiko.   Den ligger i kommunen Rayones och delstaten Nuevo León, i den centrala delen av landet, 600 km norr om huvudstaden Mexico City. Pablo L. Sidar ligger 1 265 meter över havet och antalet invånare är 183.
Terrängen runt Pablo L. Sidar är bergig åt nordväst, men åt sydost är den kuperad. Pablo L. Sidar ligger nere i en dal. Runt Pablo L. Sidar är det mycket glesbefolkat, med 2 invånare per kvadratkilometer. Pablo L. Sidar är det största samhället i trakten. Trakten runt Pablo L. Sidar består i huvudsak av gräsmarker.